# Dave Grohl

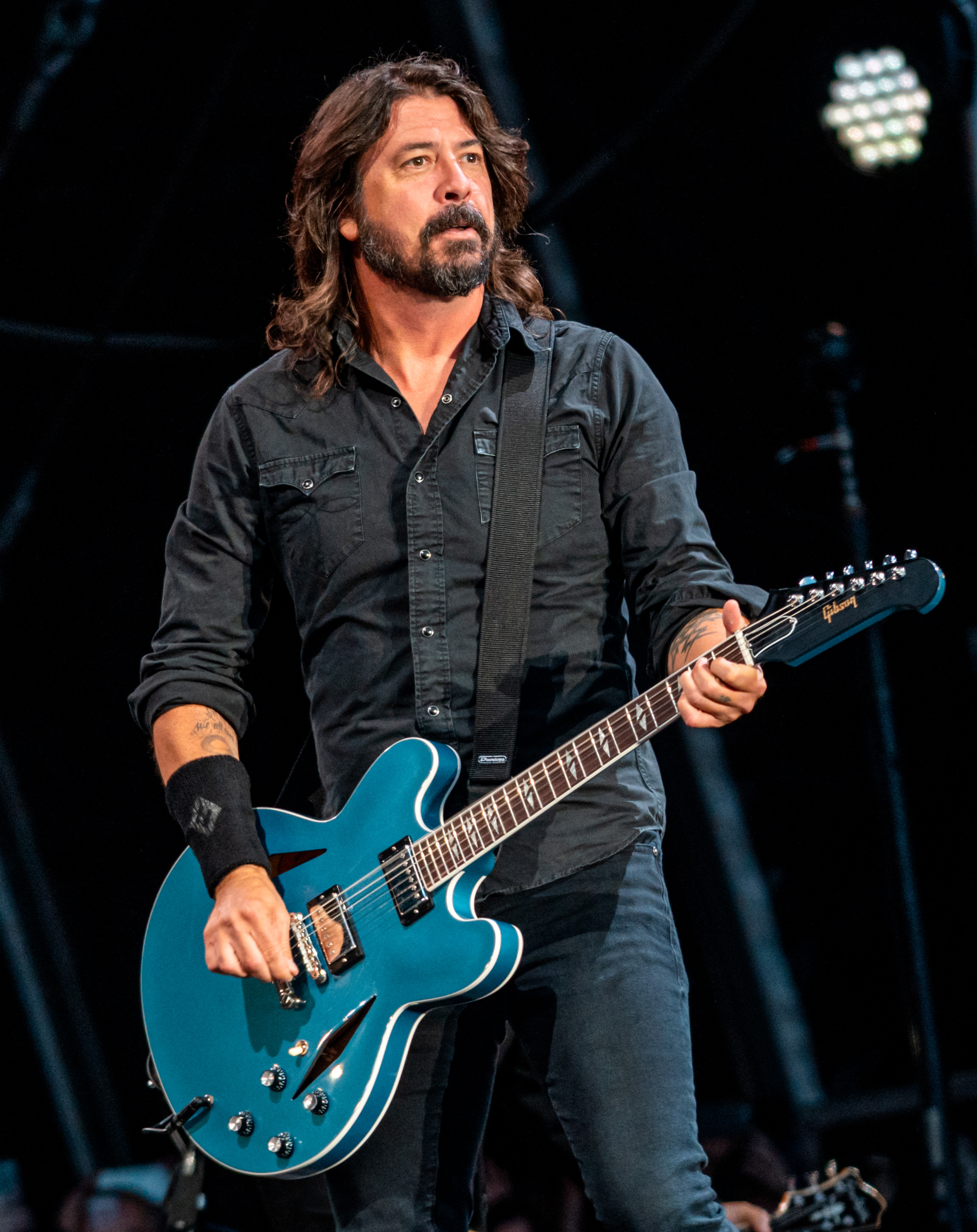
David Grohl (2019)

David „Dave“ Eric Grohl (* 14. Januar 1969 in Warren, Ohio) ist ein US-amerikanischer Rockmusiker. Er war bzw. ist Schlagzeuger der Bands Scream, Nirvana, Queens of the Stone Age, Killing Joke und Them Crooked Vultures. Seit 1995 ist er Sänger und Rhythmusgitarrist der von ihm gegründeten Band Foo Fighters.

## Karriere
Grohl wuchs in North Springfield, Virginia südwestlich von Washington, D.C. auf, als jüngstes von zwei Kindern. Als er sechs Jahre alt war, trennten sich seine Eltern und er lebte fortan gemeinsam mit seiner drei Jahre älteren Schwester Lisa bei seiner Mutter, die als Lehrerin arbeitete. Grohl wuchs nach eigenen Angaben in bescheidenen Verhältnissen auf: „Wir waren nicht arm, aber wir hatten nie Geld, um in Restaurants zu gehen oder in den Urlaub zu fahren.“ Er schloss die High School nicht ab.
Ein Popsong, der dazu beitrug, dass sich Grohl als Kind für Musik zu interessieren begann, war das Lied Rock Lobster der The B-52s, den die Rockband 1980 in der amerikanischen Fernsehsendung Saturday Night Live spielte. Durch die Alben Dirty Deeds Done Dirt Cheap und Highway to Hell sowie den Konzertfilm Let There Be Rock von AC/DC wurde Dave Grohl als 11-Jähriger zum glühenden Fan der australischen Hardrock-Band. Als Dave Grohl 1982 im Teenageralter von seiner Cousine auf ein Konzert von Naked Raygun in der Gaststätte The Cubby Bear in Chicago mitgenommen wurde, auf dem er das erste Mal Pogo und Slam Dance tanzte, weckte dieses eindrückliche Erlebnis seine Leidenschaft für Punk-Rock und den Do-it-yourself-Geist dieser Szene. Außerdem spielte ihm seine Cousine Schallplatten von Bands wie Misfits, Dead Kennedys, Bad Brains, Minor Threat und Black Flag vor, um ihn mit wegweisenden Musikgruppen des Punk- und Hardcore-Genres vertraut zu machen. Darüber hinaus zählen Rush, Motörhead, Throbbing Gristle, Current 93, Einstürzende Neubauten, Psychic TV und Nine Inch Nails zu seinen ihn inspirierenden Lieblingsbands. Seine musikalische Laufbahn startete Grohl als Jugendlicher hinter dem Schlagzeug verschiedener Schüler-Punk-Rock-Bands in der Washingtoner Underground-Szene. Er spielte in Musikformationen wie Freak Baby oder Dain Bramage, bevor er im Alter von 17 Jahren der Schlagzeuger der Band Scream wurde, mit der er zwei Alben aufnahm, und auf Tourneen durch die USA und Europa ging. Zuvor hatte Grohl mit seiner Schülerband Dain Bramage im Juli 1986 das einzige Album der Band I Scream Not Coming Down aufgenommen. Um sich nach dem Abbruch der Highschool finanziell über Wasser zu halten, arbeitete er neben seiner Tätigkeit bei Scream als Lagerarbeiter in einem Möbelhaus. Mit Scream begab sich Dave Grohl zum ersten Mal im Oktober 1986 auf ausgedehnte US-Tournee mit 23 Auftritten entlang der Ostküste und der Westküste sowie durch die Südstaaten.

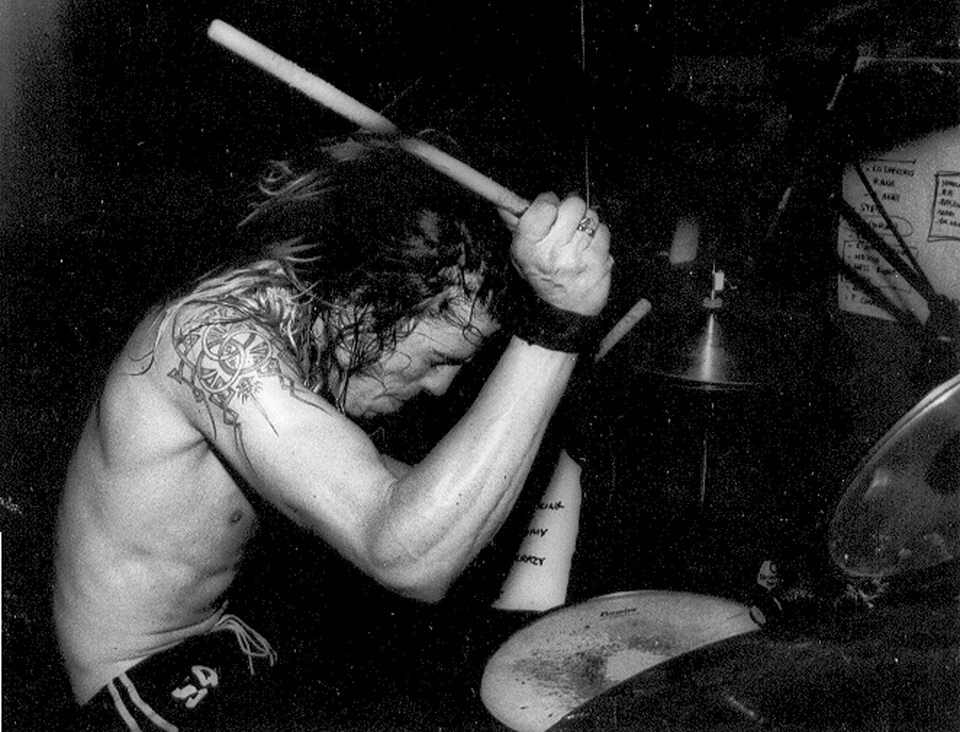
Grohl als Schlagzeuger (1989)

Nach der Auflösung von Scream ersetzte Grohl im September 1990 Chad Channing bei der Grunge-Band Nirvana und nahm gemeinsam mit Kurt Cobain (Gesang, Gitarre) und Krist Novoselic (Bass) 1991 das legendäre Album Nevermind auf. Damals lebte Grohl zusammen mit Kurt Cobain in der Kleinstadt Olympia, Washington in einer unkomfortablen Wohnung in einem baufälligen Altbau. Grohl schlief dort in einem Schlafsack auf einer mit Brandlöchern übersäten Couch.
Kurz nach dem Einstieg bei Nirvana nahm er unter dem Pseudonym „Late!“ die Kassette „Pocketwatch“ auf, auf der er alle Instrumente selbst spielte. In Bezug auf sein freundschaftliches Verhältnis zu Kurt Cobain schreibt Dave Grohl in seiner Autobiografie Der Storyteller, die im November 2021 erstmals auf Deutsch im Ullstein Verlag erschien: „Diese dreieinhalb Jahre, die ich Kurt kannte, also ein relativ kurzes Zeitfenster in der Chronologie meines Lebens, formten mich zu dem (und definieren im Grunde immer noch), was ich heute bin. Ich werde immer der Typ von Nirvana sein, und darauf bin ich stolz.“
Nach dem Tod des Sängers Kurt Cobain am 5. April 1994 begann Grohl, weitere Eigenkompositionen aufzunehmen. Er spielte im Studio alle Instrumente selbst ein. Nachdem er im Oktober 1994 mit den Aufnahmen fertig war, beschloss er anstatt eines Solo-Projektes eine Band zu gründen. Im Juni 1995 erschien das erste Album der Foo Fighters, das nach der Band benannt wurde. Von 1997 bis 2011 folgten acht weitere Alben. Hin und wieder arbeitete Grohl auch mit anderen, befreundeten Bands zusammen. Zu hören ist er unter anderem auf den beiden Alben Human Beans und Earthlings? der Band Earthlings? des ehemaligen Scream-Sängers Pete Stahl, die bei dem Label Crippled Dick Hot Wax! veröffentlicht wurden, sowie „Doll Revolution“ von den Bangles und David Bowies „Heathen“. Des Weiteren hat er die Drumparts auf allen drei Alben von Tenacious D, der Band von Jack Black, eingespielt. In deren Video-Clip zu „Tribute“ und in deren Film Kings of Rock – Tenacious D spielte er den Satan und trat auch mit dieser Band in einigen Fernsehshows auf. Unter dem Pseudonym „Dale Nixon“ spielte Grohl Schlagzeug auf der Solo-EP von King Buzzo, Gitarrist der Band Melvins. 1990 entstanden Aufnahmen des Projektes Harlingtox A.D. mit befreundeten Musikern aus der Musikszene von Washington, D.C. und dem Niederländer Tos Nieuwenhuizen, die 1996 auf dem kleinen Label Laundry Room Records in einer kleinen Auflage erschienen ist. Stilistisch kann dieses Album dem experimentellen Grunge zugerechnet werden.
Als die Foo Fighters im Januar 2000 auf dem australischen Festival Big Day Out in Gold Coast spielten, fuhren Dave Grohl und Schlagzeuger Taylor Hawkins nach dem Auftritt jeweils auf gemieteten Motorrollern vom Festivalgelände zurück ins Hotel. Dabei geriet Dave Grohl in eine polizeiliche Verkehrskontrolle, die bei ihm einen zu hohen Alkoholwert feststellte. Außerdem trug er keinen Führerschein bei sich. Daraufhin wurde Grohl vorübergehend in Gewahrsam genommen. In einem Gerichtsverfahren wurde Grohl dafür zu einer Geldstrafe verurteilt, weshalb er seitdem in Australien als vorbestraft gilt.
2002 war er vorübergehend Mitglied der Band Queens of the Stone Age, mit der er als Schlagzeuger das Album Songs for the Deaf aufnahm.
2003 half Grohl wieder als Schlagzeuger aus, diesmal bei der britischen Band Killing Joke. Am 2. Februar 2004 erschien Probot, das Album seines gleichnamigen Heavy-Metal-Projektes, für das er mit verschiedenen Musikern der Metal-Szene der 1980er Jahre (u. a. Lemmy Kilmister von Motörhead und Max Cavalera von Sepultura bzw. Soulfly) zusammenarbeitete.

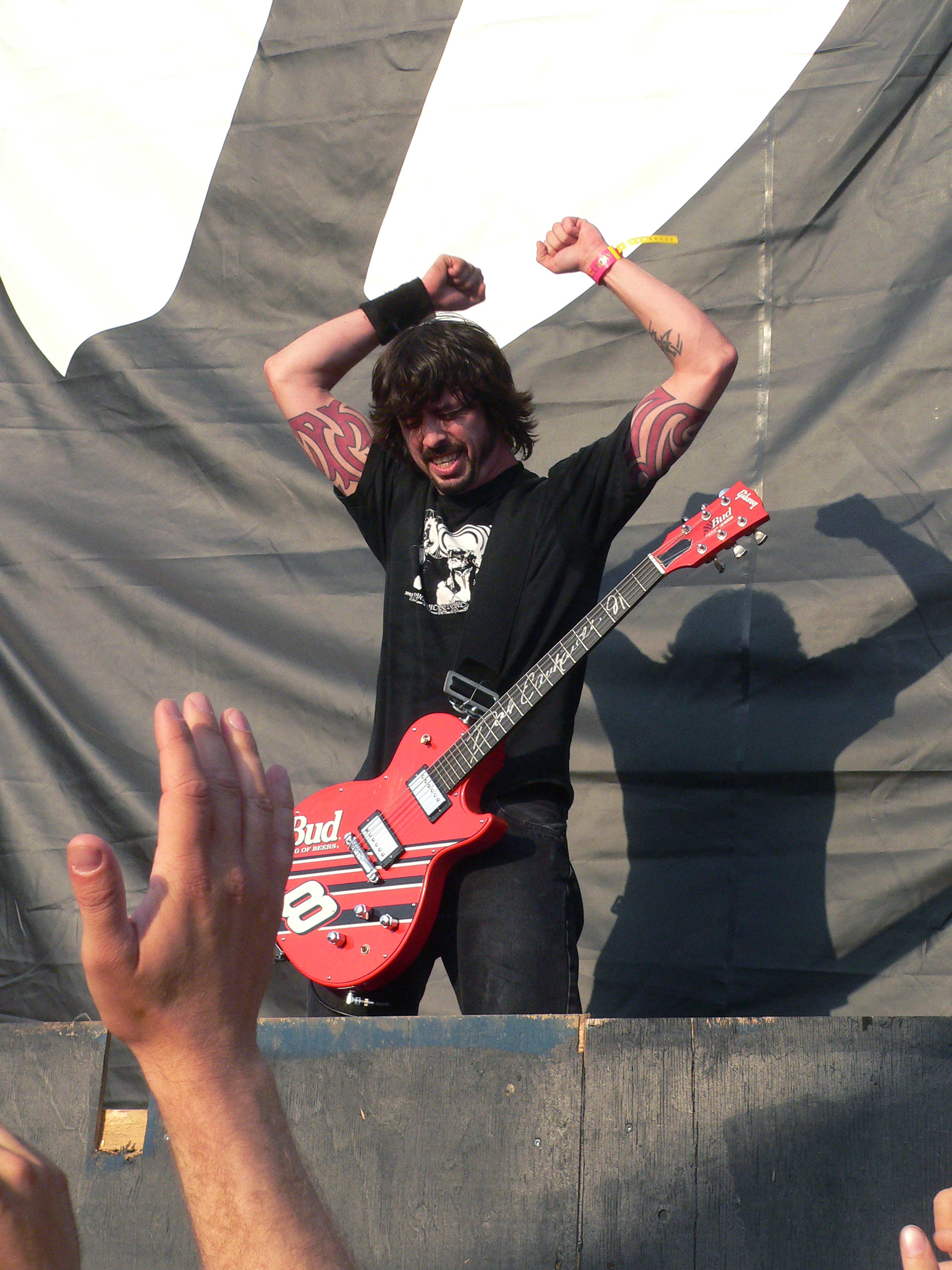
Grohl auf dem Roskilde-Festival (2005)

2005 übernahm Grohl auf dem Album With Teeth von Trent Reznors Band Nine Inch Nails einen Großteil der Drumparts.
Grohl spielte Schlagzeug auf einigen Songs des Albums Four on the Floor von Juliette and the Licks, welches im Herbst 2006 erschien.
Am 7. Juni 2008 schaffte es Dave Grohl, im Rahmen des mit über 86.000 Zuschauern bis dahin größten Foo-Fighters-Konzerts, Led Zeppelins Jimmy Page und John Paul Jones zu einem gemeinsamen Auftritt im Londoner Wembley-Stadion zu bewegen. Zu dem Lied Rock and Roll stellte sich Taylor Hawkins ans Mikrofon, während Grohl Schlagzeug spielte und sich damit zumindest einen Teil seines Traumes erfüllte, einmal sein Vorbild John Bonham zu vertreten. Den Song Ramble on sang Grohl wieder selbst, und Hawkins setzte sich wieder an sein Schlagzeug. Nach den beiden gemeinsam dargebotenen Led-Zeppelin-Klassikern kommentierte Dave Grohl den Auftritt mit: „Welcome to the greatest fucking day of my whole entire life!“ („Willkommen zum verdammt noch mal besten Tag meines gesamten Lebens!“)
Als Schlagzeuger ist Grohl zusammen mit Josh Homme von Queens of the Stone Age und John Paul Jones von Led Zeppelin in dem Nebenprojekt Them Crooked Vultures tätig.
Auf dem im April 2010 erschienenen Album von Slash spielte Grohl bei dem Song „Watch this“ Schlagzeug.
Aus Anlass der Verleihung des Library of Congress Gershwin Prize for Popular Song an Popstar Paul McCartney am 2. Juni 2010 spielte Dave Grohl mit Backingband eine Live-Coverversion des Songs Band on the Run im Beisein von McCartney und US-Präsident Barack Obama im East Room im Weißen Haus. 2013 hielten Dave Grohl und Foo-Fighters-Schlagzeuger Taylor Hawkins die Laudatio zur Einführung der kanadischen Progressive-Rockband Rush in die Rock and Roll Hall of Fame. Dazu interpretierten Grohl und Hawkins zusammen mit den Bandmitgliedern von Rush auf der Bühne das Stück Overture von dem Rush-Album 2112 sowie die Songs Tom Sawyer und Spirit of Radio. Während der Oscarverleihung 2016 untermalte Grohl das Gedenken an Akteure der Filmbranche, die im zurückliegenden Jahr verstarben, mit dem Beatles-Songs Blackbird auf einer Akustikgitarre.
Am 23. Februar 2011 gewann Dave Grohl als erster amerikanischer Künstler den NME Godlike Genius Award.
In dem 2011 erschienenen Film Die Muppets spielte er als „Animool“ (eine Abwandlung des Muppet-Schlagzeugers „Das Tier“, englisch „Animal“) die Rolle des Schlagzeugers in der Muppet-Cover-Band „The Moopets“ des Bären Fozzie.
Am 6. November 2012 wird bekannt, dass Grohl erneut als Schlagzeuger bei Queens of the Stone Age einsteigen wird, nachdem Joey Castillo die Band verlassen hat. Einen Monat zuvor verkündete Grohl eine Pause der Foo Fighters, die jedoch nur bis Ende Februar 2013 dauerte.
Am 18. Januar 2013 erschien der Film Sound City, bei dem Dave Grohl als Regisseur mitgewirkt hat. Es handelt sich dabei um eine Musikdokumentation über das Sound-City-Studio in Los Angeles, in dem Musiklegenden wie Neil Young, Fleetwood Mac, Rage Against the Machine, Metallica oder auch Nirvana, in der Dave Grohl selbst Mitglied gewesen war, aufgenommen haben. Nach der Insolvenz des Studios kaufte Grohl das Mischpult. Daraufhin kam er auf die Idee, einen kurzen Video-Clip für YouTube über das Studio zu drehen. Doch daraus wurde eine komplette Dokumentation. Außerdem lud er Gastmusiker wie Stevie Nicks (Fleetwood Mac), Corey Taylor (Slipknot), Rick Springfield oder Paul McCartney (The Beatles) ein und nahm mit ihnen eine CD mithilfe des erworbenen Mischpultes auf. Das Album Sound City als bester Filmsoundtrack sowie einer der gemeinsamen Songs, Cut Me Some Slack, als bester Rocksong wurden jeweils mit einem Grammy ausgezeichnet.
Am 12. Juni 2015 brach sich Dave Grohl, der über ein Kabel stolperte, während eines Konzertes im Ullevi-Stadion in Göteborg bei einem Sturz von der Bühne sein rechtes Wadenbein, während die Foo Fighters den Song Monkey Wrench spielten, das zweite Stück des Konzerts. Außerdem rissen bei dem Unfall alle Bänder in Grohls rechtem Fußgelenk, zudem wurde der Knöchel ausgekugelt. Nachdem das Bein provisorisch gegipst worden war, spielte er das Konzert auf einem Stuhl sitzend zu Ende.
Ende 2015 spielte Dave Grohl ein Drumbattle gegen Tier aus der Muppetshow. Anders als alle anderen Drumbattle von Tier endete dieses mit einem Unentschieden.
Der Rolling Stone listete Grohl 2016 auf Rang 27 der 100 größten Schlagzeuger aller Zeiten.
Mit der damals zehnjährigen Nachwuchstrommlerin Nandi Bushell lieferte sich Grohl 2020 ein "episches Drum-Battle" zum Foo-Fighters-Song "Everlong".
2022 spielte Dave Grohl ein Metal-Album der fiktiven Band Dream Widow ein. Das Bandkonzept stammt aus der Foo-Fighters-Horrorkomödie Studio 666. In der Science-Fiction-Komödie Bill & Ted retten das Universum von 2020 hat Grohl einen Gastauftritt.

## Equipment

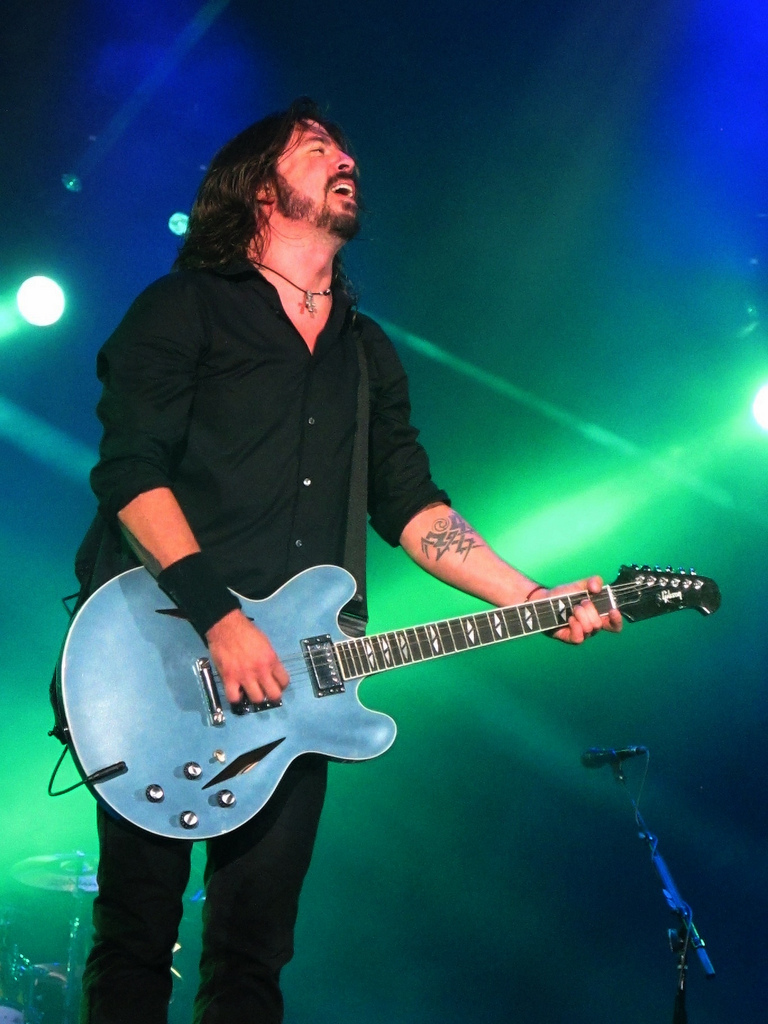
David Grohl (2011)

Als Gitarrist spielt Dave Grohl hauptsächlich Gitarren der Marke Gibson. Gibson Guitars baute ihm zu Ehren ein Signature-Modell mit der Bezeichnung Gibson Memphis Dave Grohl ES-335. Weiter spielt er Verstärker der Marken Fender, VOX und Mesa/Boogie.

## Privatleben
Von 1993 bis 1997 war Grohl mit der Fotografin Jennifer Youngblood verheiratet. Nach der Trennung führte er Beziehungen mit den Rockmusikerinnen Louise Post von Veruca Salt und Melissa Auf der Maur sowie der Snowboarderin Tina Basich.
Im August 2003 heiratete Grohl seine zweite Frau, Jordyn Blum. Das Paar hat drei Töchter (Violet * 2006, Harper Willow * 2009, Ophelia * 2014).
Mit einem geschätzten USD-Vermögen im dreistelligen Millionenbereich zählt Grohl nach Ringo Starr und Phil Collins zu den drei reichsten Drummern der Welt.
Dave Grohl ist entfernt verwandt mit dem Schlagzeuger D.J. Bonebrake von der amerikanischen Punk-Band X.
Am 10. September 2024 gab Grohl in einem Beitrag auf der Social-Media-Plattform Instagram bekannt, dass er Vater eines von außerhalb seiner Ehe stammenden Kindes geworden ist und das Vertrauen seiner Familie zurückgewinnen will.